# 三島村
三島村（日语：／ Mishima mura */?）是日本薩摩半島以南約40公里海面上的自治體。三島村由四個島嶼組成，包括三個有人島黑島、硫磺島、竹島和一個無人島昭和硫磺島。此三座有人島為琉球群島最北端的島嶼。

## 地理
- 竹島：面積4.20平方公里、周長9.7公里、人口112人
- 硫磺島：面積11.65平方公里、周長14.5公里、人口142人
- 黑島：面積15.37平方公里、周長15.2公里、人口215人

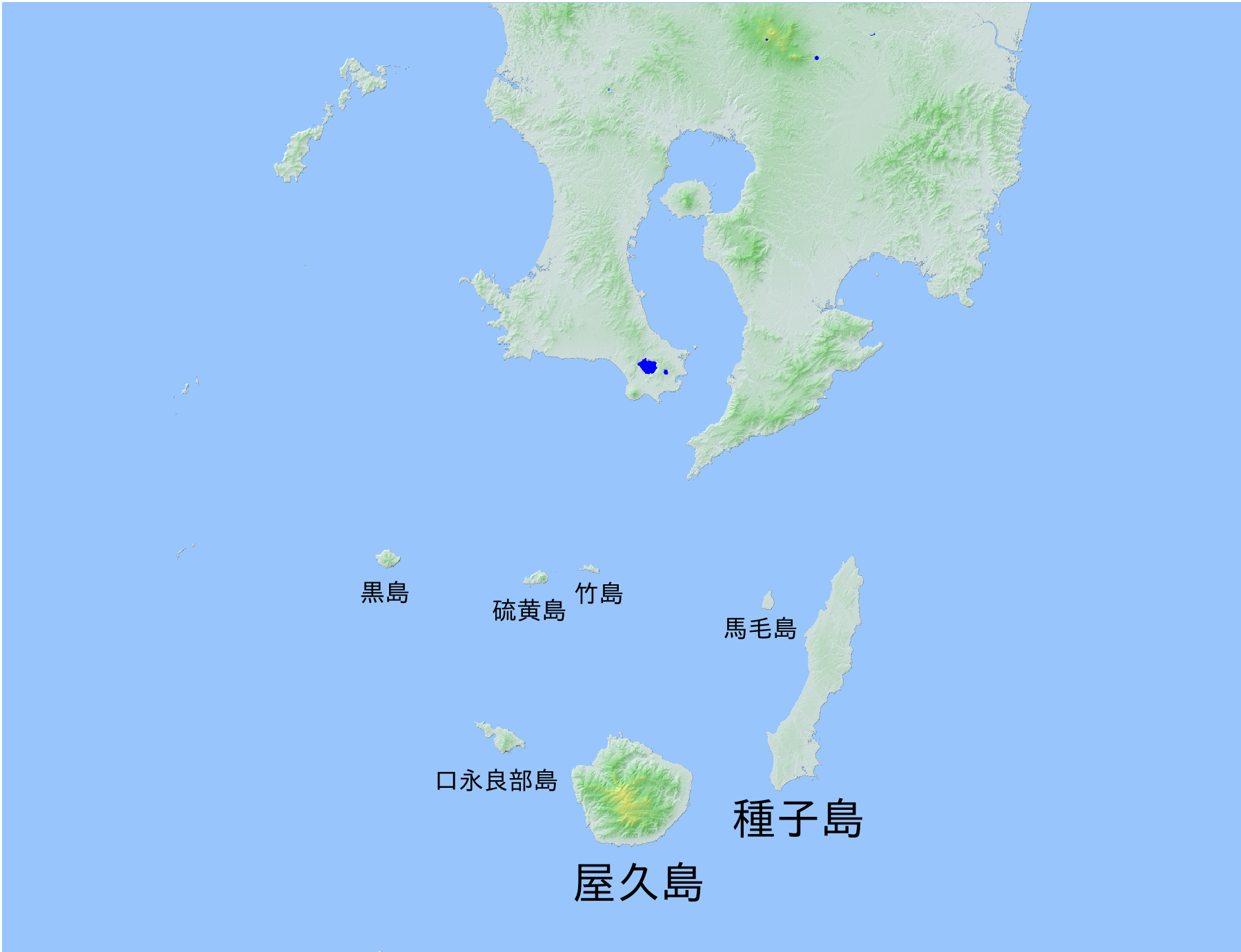

## 歷史
直到二次大戰前是吐噶喇群島，三島村所屬的三個有人島嶼與現在的十島村的七個有人島嶼同屬大島郡十島村。但在日本戰敗後，美軍以北緯30度（屋久島和口之島之間）為界線，以南的島嶼全列入美軍管轄，十島村轄下島嶼都被劃入，包括村公所所在地中之島亦被列入美軍管轄範圍，僅剩下竹島、硫磺島和黑島。因此日本以僅剩下的三個島為轄區，重新設置新的十島村村公所，置於鹿兒島郡轄下，公所設於鹿兒島市，最初職員也僅3人。
直到1952年2月10日，美國將原屬十島村的吐噶喇群島7個島嶼歸還日本，但為了延續已經進行的營運方式，日本並未將兩個區域合併，而將北三島的行政區劃改名為三島村，重新隸屬大島郡管轄，南方七島延續設置十島村，將兩村完全分割。1973年，改隸屬鹿兒島郡管轄直到現在。
為了提高行政效率，村公所至今仍設於鹿兒島市，但因多數公所職員並非為居住於三島村的村民，造成職員非村民的現象。

## 外部連結
- OpenStreetMap上有關三島村的地理
- （日語） 官方网站